# Anne Grete Holst
Anne Grete Holst (* 25. Oktober 1952) ist eine ehemalige dänische Fußballspielerin.

## Karriere

### Vereine
Holst spielte im Seniorinnenbereich zunächst für den in Ribe in der Kommune Esbjerg ansässigen Ribe Boldklub Fußball. Während ihrer Zugehörigkeit bis zum Ende der Saison 1980/81 kam sie in der unter den Namen Elite Division seinerzeit höchsten Spielklasse zu Punktspielen. Mit der Mannschaft gewann sie 1973 die erste Meisterschaft in der ein Jahr zuvor gegründeten höchsten Spielklasse und fügte dieser fünf weitere Meisterschaften hinzu. 
Danach gehörte sie dem in Sønderborg in der gleichnamigen Kommune und ebenfalls in der Region Syddanmark ansässigen SUB Sønderborg an. Dort spielte sie bis zum Ende ihrer Karriere in einer unterklassigen Liga.

### Nationalmannschaft
Holst bestritt als Nationalspielerin für die DBU in sechs Jahren 27 Länderspiele. Sie nahm von 1976 bis 1981 sechsmal am Turnier um die Nordische Meisterschaft teil und gewann mit ihrer Mannschaft die letzten fünf davon. Ihr Debüt gab sie am 9. Juli 1976 in Fristad im ersten Turnierspiel beim 1:0-Sieg über die Nationalmannschaft Finnlands als Einwechselspielerin für Marianne Pedersen. In ihrem zweiten Turnierspiel, zwei Tage später in Borås, erzielte sie mit dem 1:0-Siegtreffer in der 35. Minute gegen die Nationalmannschaft Schwedens zugleich ihr erstes Länderspieltor. Drei weitere Tore gelangen ihr in den folgenden vier von fünf Turnieren, in denen sie insgesamt noch 13 Mal zum Einsatz kam.
Des Weiteren bestritt sie sechs in Freundschaft ausgetragene Länderspiele, beginnend mit dem 1:1-Unentschieden gegen die Nationalmannschaft Schwedens am 2. Oktober 1976 in Roskilde und abschließend mit dem 2:0-Sieg über die Nationalmannschaft Frankreichs am 10. Mai 1980 in Forbach, in dem ihr der Treffer zum 1:0 in der 23. Minute gelang und damit ihr zweites Tor in einem Freundschaftsspiel seit dem 19. Mai 1979 beim 3:1-Sieg über die Nationalmannschaft Englands in Kopenhagen.
Des Weiteren kam sie auch in vier Spielen der in Italien ausgetragenen inoffiziellen Europameisterschaft vom 18. bis 28. Juli 1979 zum Einsatz. Die Begegnungen mit den Nationalmannschaften Frankreichs, Schottlands, Schwedens und Italiens wurden mit 3:1, 2:0, 1:0, 2:0 allesamt gewonnen und somit auch das Turnier; gegen Frankreich gelang ihr mit dem Treffer zum Endstand ebenfalls ein Tor.
Ihre letzten beiden Länderspiele bestritt sie in Japan bei der Teilnahme ihrer Mannschaft an einem internationalen Turnier (1:1 vs. Italien, am 6. September 1981 in Kōbe und 1:0 vs. England, am 9. September 1981 in Tokio).

## Erfolge
Nationalmannschaft
- Nordischer Meister 1977, 1978, 1979, 1980, 1981
- Turniersieger Inoffizielle Europameisterschaft 1979

Ribe BK
- Dänischer Meister 1973, 1974, 1976, 1978, 1979